# Edmonds
Edmonds è una città della contea di Snohomish, nello Stato di Washington (Stati Uniti). Ha dato i natali all'attore Brett Davern.